# 2FACE
「2FACE」は、BENIの18枚目のシングル。ユニバーサルミュージック移籍後10作目のシングルである。

## 収録曲
1. 2FACE
  - 作詞：BENI／作曲・編曲：Daisuke "D.I" Imai
2. Heaven's Door (DJ HASEBE REMIX)
  - 作詞：松尾潔／作曲：川口大輔
3. ユラユラ (Jazztronik REMIX)
  - 作詞：BENI／作曲：Daisuke "D.I" Imai
4. 2FACE (Instrumental)